# Blackie Lawless

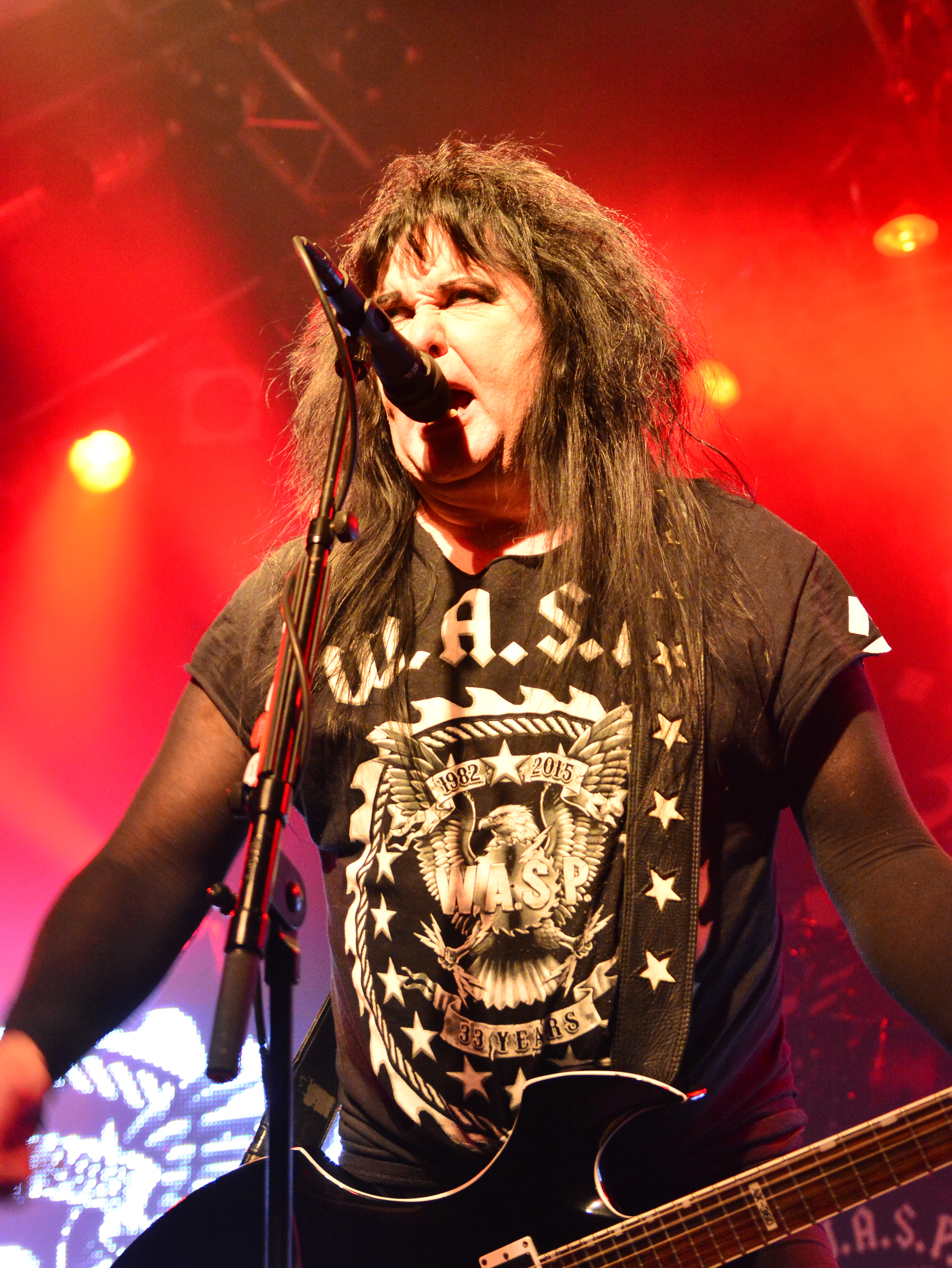
Blackie Lawless live in 2014

Blackie Lawless (Geboren als Steve Edward Duren te New York, 4 september 1956) is een Amerikaanse heavymetalzanger, bassist en gitarist. Hij werd bekend met de groep W.A.S.P. die in de jaren 80 tot nu actief zijn. Blackie Lawless was een shock rock figuur die kippenbloed dronk, naakte vrouwen aan kruisbeelden nagelde en spandex kledij droeg met messen en andere materialen.

## Discografie
- 1976 Killer Kane Band
- 1984 W.A.S.P.
- 1985 The Last Command
- 1986 Inside The Electric Circus
- 1988 The Headless Children
- 1992 The Crimson Idol
- 1995 Still Not Black Enough
- 1997 K.F.D.
- 1999 Helldorado
- 2001 Unholy Terror
- 2002 Dying For The World
- 2004 The Neon God - Part 1: The Rise
- 2004 The Neon God - Part 2: The Demise
- 2007 Dominator
- 2009 Babylon
- 2015 Golgotha
- 2017 Reidolized